# باسكال بيرتن
باسكال بيرتن (بالفرنسية: Pascal Bertin)‏ هو مؤدي وموسيقي ومغني فرنسي، ولد في سبتمبر 1970.

## وصلات خارجية
- باسكال بيرتن على موقع ميوزك برينز (الإنجليزية)
- باسكال بيرتن على موقع ديسكوغز (الإنجليزية)